# Kungariket Jugoslaviens nationalsång
Kungariket Jugoslaviens nationalsång var Kungariket Jugoslaviens nationalsång eller nationalhymn, serbokroatiska Химна Краљевине Југославије / Himna Kraljevine Jugoslavije och tillkom år 1918, då Serbernas, Kroaternas och Slovenernas Konungarike, Jugoslavien, bildades, och är en blandning som en blandning av Serbiens, Kroatiens och Sloveniens nationalsånger: Боже Правде (Bože Pravde, Serbien), Lijepa naša domovino (Kroatien) och Naprej, zastava slave (Slovenien).
Efter andra världskriget ersattes sången i praktiken av “Hej, slaver” (Хеј, Словени / Hej, Sloveni), som dock inte blev Jugoslaviens officiella nationalsång förrän 1977.